# Emilio Dulio
Emilio Dulio (Borgomanero, 21 maggio 1859 – Borgomanero, 1950) è stato un politico italiano. Fu governatore della Somalia italiana.
Nacque a Borgomanero (NO) in una famiglia ricca. Dopo essersi laureato in legge, iniziò a viaggiare in vari luoghi del mondo. Viaggiò in tutti i cinque continenti e portò in Italia opere d'arte da tutti i posti che visitava.
Il 25 maggio 1898 divenne regio commissario della colonia Somalia e venne nominato governatore il 29 novembre 1899. Lì scoprì la presenza di giacimenti di petrolio nel sottosuolo della regione del Benadir. In seguito ad una rivolta nella colonia, catturati i ribelli, li fece mettere in fila indiana e ne fece giustiziare uno ogni dieci. Non ci furono più rivolte durante il suo mandato da governatore, che terminò il 16 marzo 1905.
Nel 1938, all'età di 78 anni, prese parte ad una spedizione dell'Agip per cercare petrolio nella valle dell'Auasc.
Morì celibe a Borgomanero. Nell'appartamento sul mare che aveva a Bogliasco furono trovate le numerose opere d'arte che aveva riportato dai suoi parecchi viaggi in tutto il mondo, tra cui quadri, libri e fotografie.